# 园冶
《园冶》，园林专著，明代计成著。书成于明崇祯四年（1631年），刻印于明崇祯七年（1634年）。后流入日本，在日本被称为“夺天工”。三十年代時，中国营造学社创办人朱启钤在日本搜罗到《园冶》的抄本残卷，又在北京图书馆找到《园冶》的明代刻本残卷（由陶湘重版于喜咏轩丛书中，又称“喜本”），並委托營造學社的第一任文獻部主任闞鐸将此二种版本和闞鐸找到的日本东京内阁文库所藏明代全刻本的影印本对照、整理、注释，断句标点。阚氏的《园冶》校注本于1932年由中国营造学社刊行（又称“营造本”），又于1933年由大连右文阁书店刊印（此版本后由日本造園學家上原敬二在日本重版為《園冶：解説》，1975）。阚铎为此写有《〈园冶〉识语》一文（载《中国营造学社汇刊》，第二卷第三册，1931年11月）。阚氏《園冶》校注本成爲以後各《园冶》版本的主要依据。
《园冶》在中国长期寂寂无名，只有清代李渔在《闲情偶寄·女墙》中提到《园冶》一书，後來直到1932年，中国营造学社才重新刊行了此书，1956年中国城市建设出版社重版了中国营造学社本的《园冶》影印本（后称为“城建本”）。
近年来，国际上研究《园冶》的学者渐多。该书已经有英语和法语的全译本。

## 主导思想
- 强调园林设计“三分匠、七分主人”。“主人”不是园主，而是主持的设计师。
- 尊重自然：“虽由人作，宛自天开。”
- 强调“造园无格，必须巧于因借，精在体宜”。

## 园说

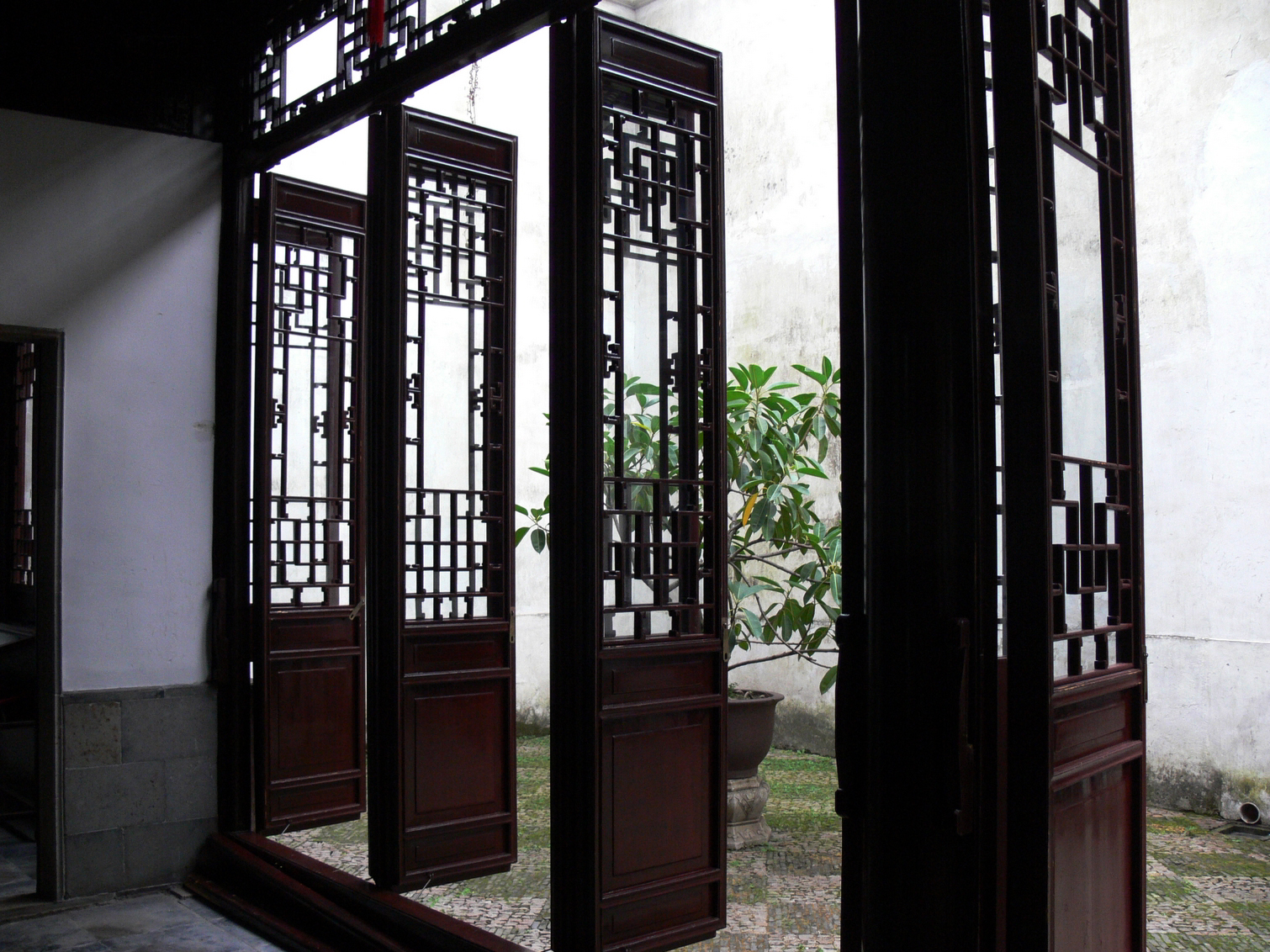
江南民居屏门

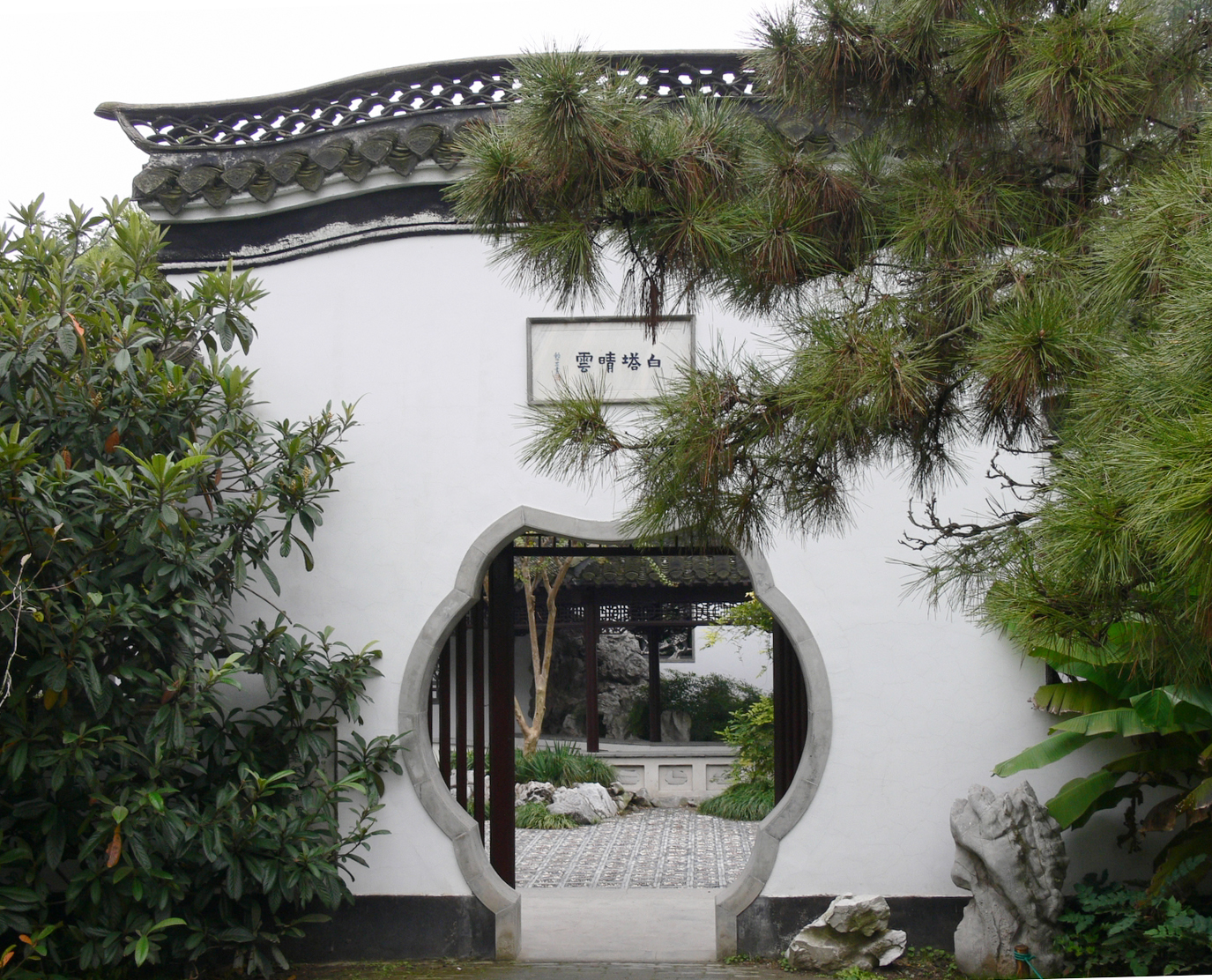
扬州瘦西湖白塔晴云汉瓶式门

- 相地：山林地、城市地、村庄地、郊野地、傍宅地、江湖地。

- 立基：厅堂基、楼阁基、门楼基、书房基、亭榭基、廊房基。

- 屋宇：门楼、堂、斋、室、房、馆、楼、台、阁、亭、榭、轩、卷、广、廊、五架梁、七架梁、九架梁、草架、重掾、磨角、地图。

- 装折：屏门，仰尘，户鬲，风窗。

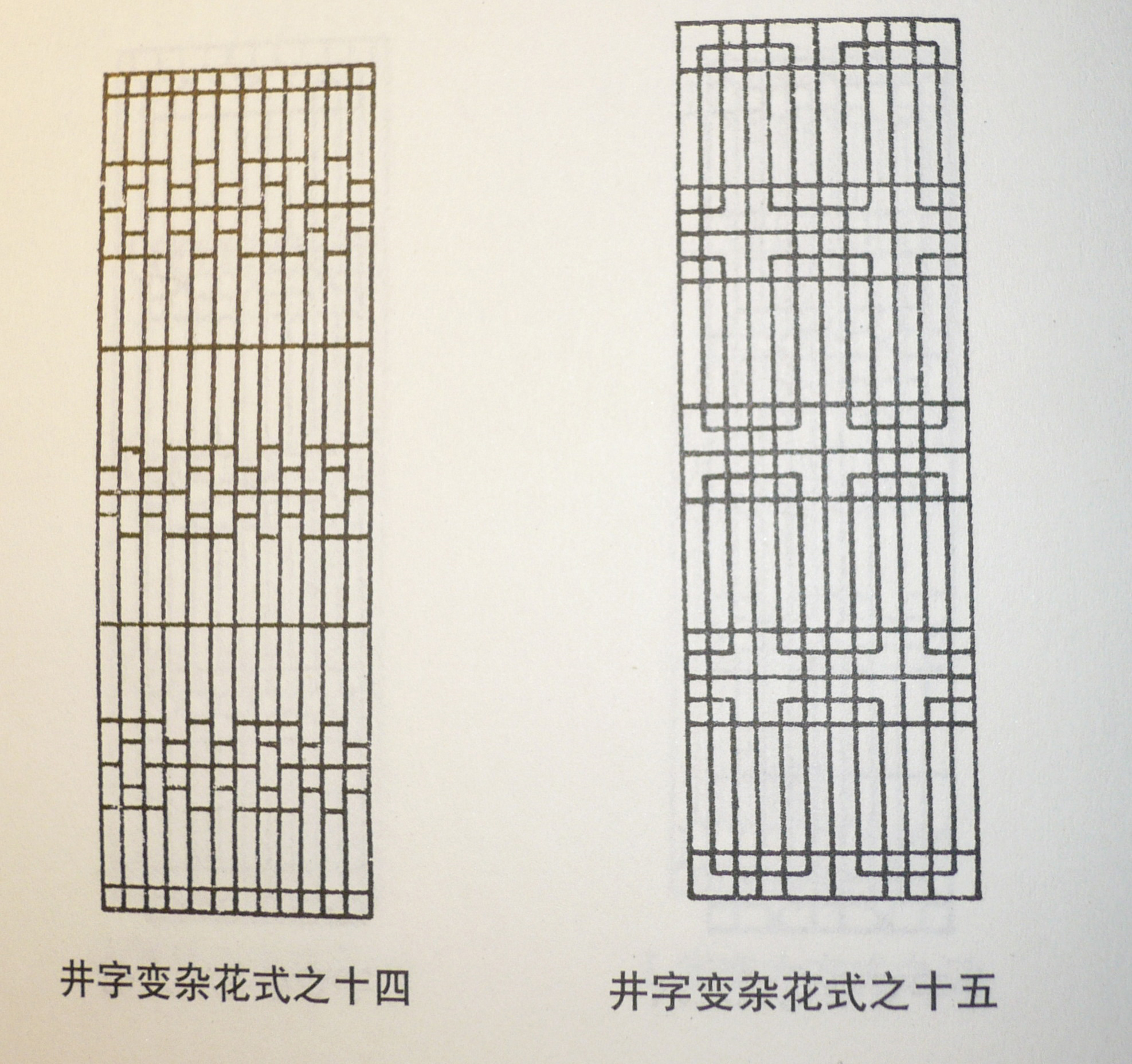
井字变杂花式
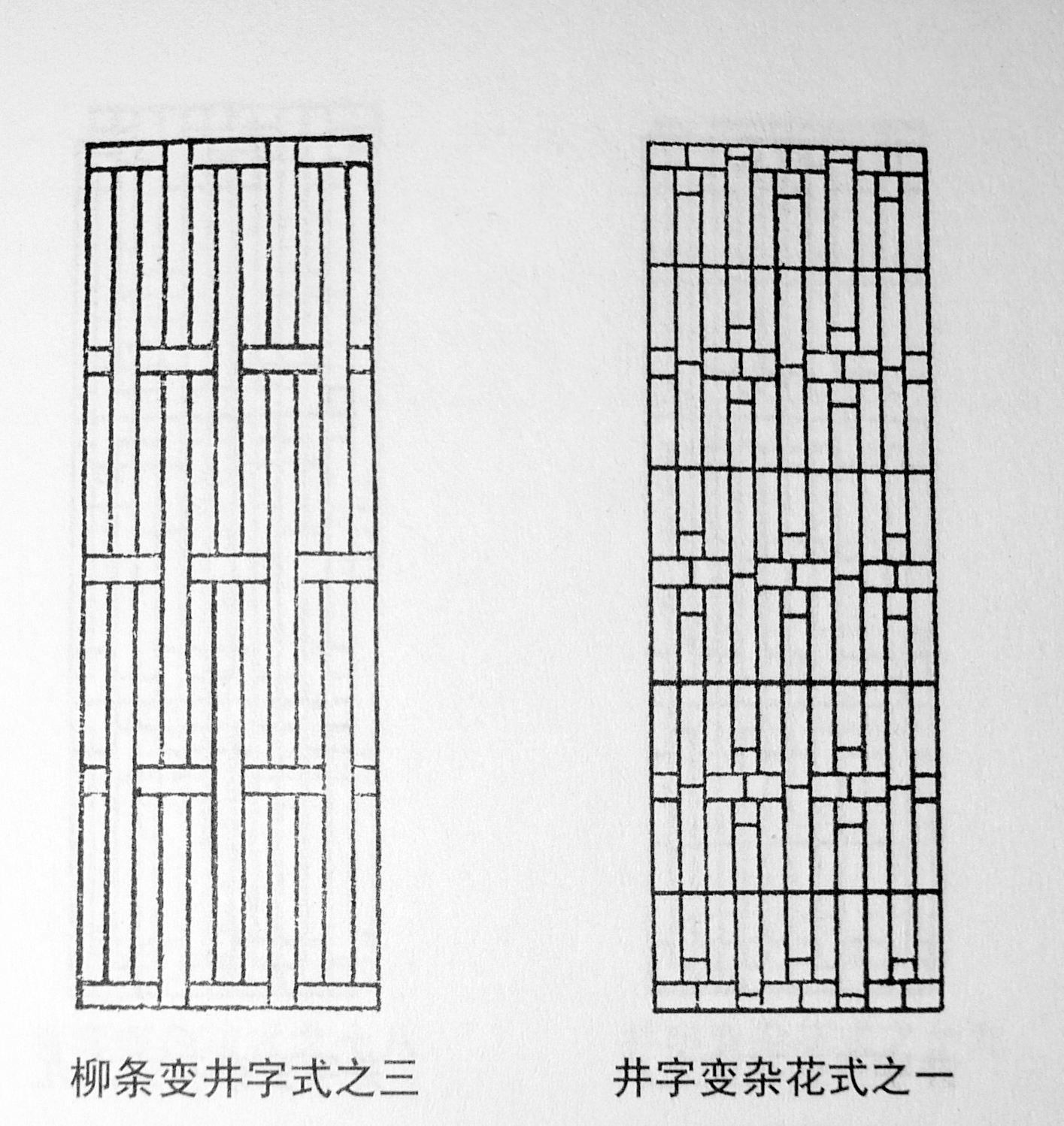
柳条变井字式 井字变杂花式
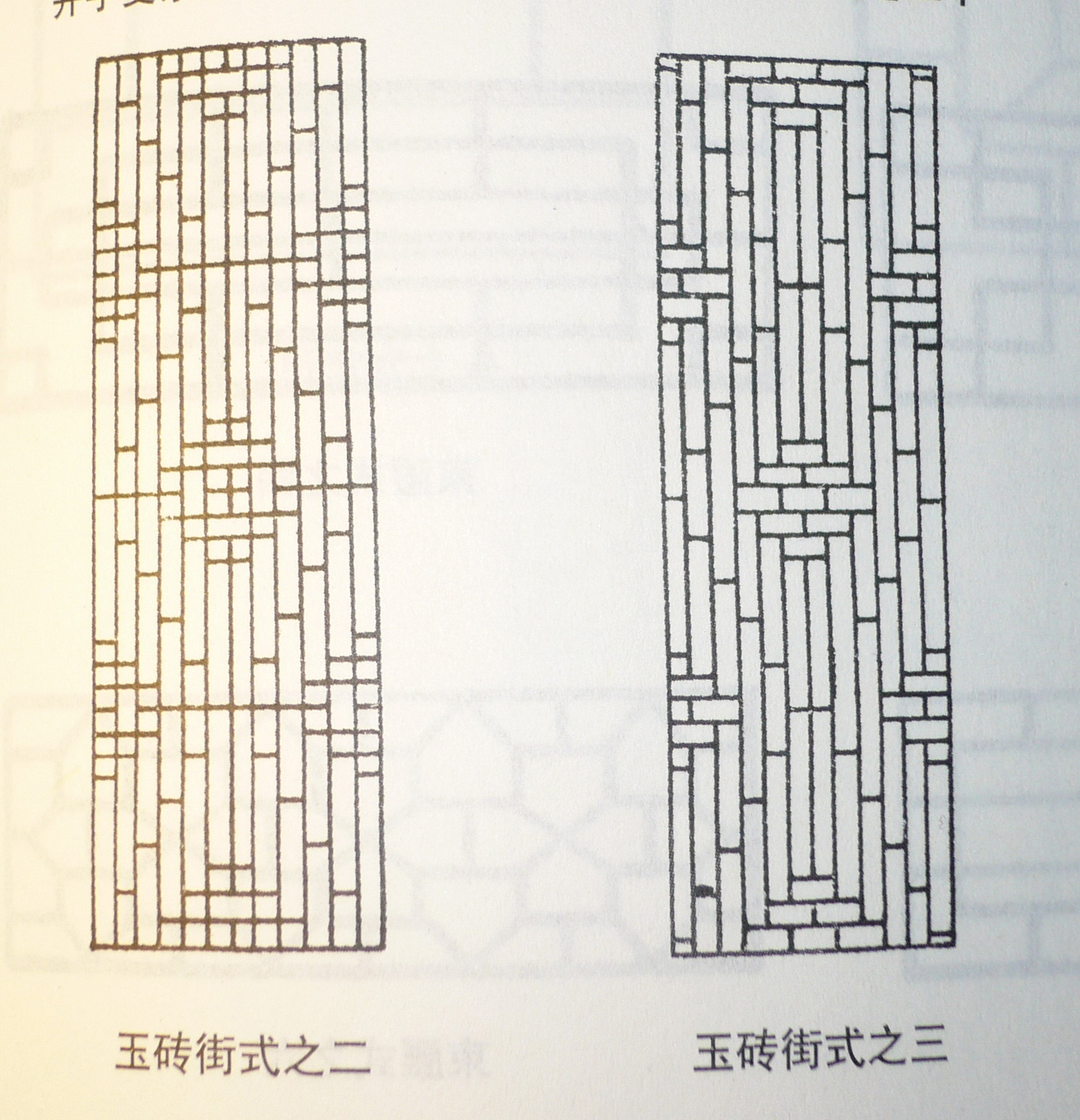
玉砖街式

- 卷二
  - 栏杆
    - 栏杆图式：笔管式，双笔管式，笔管变式，条环式，横环式，套方式，三方式，锦葵式，六方式，葵花式，波纹式，梅花式，镜光式，冰片式，联瓣葵花，式尺栏式，短尺栏式。

- 卷三
  - 门窗：门窗图式：方门合角式，圈门式，上下圈式，入角式，长八方式，执圭式，葫芦式，剑环式，汉瓶式，花觚式，莲瓣式，如意式，贝叶式，耆草瓶式，月窗式，片月式，八方式，六方式，梅花式，葵花式，海棠式，鹤子式，六方嵌栀子式，栀子花式，罐式。
  - 墙垣：白粉墙，磨砖墙，漏砖墙，乱石墙。

- - 铺地：
    - 乱石路
    - 鹅子地
    - 冰裂地

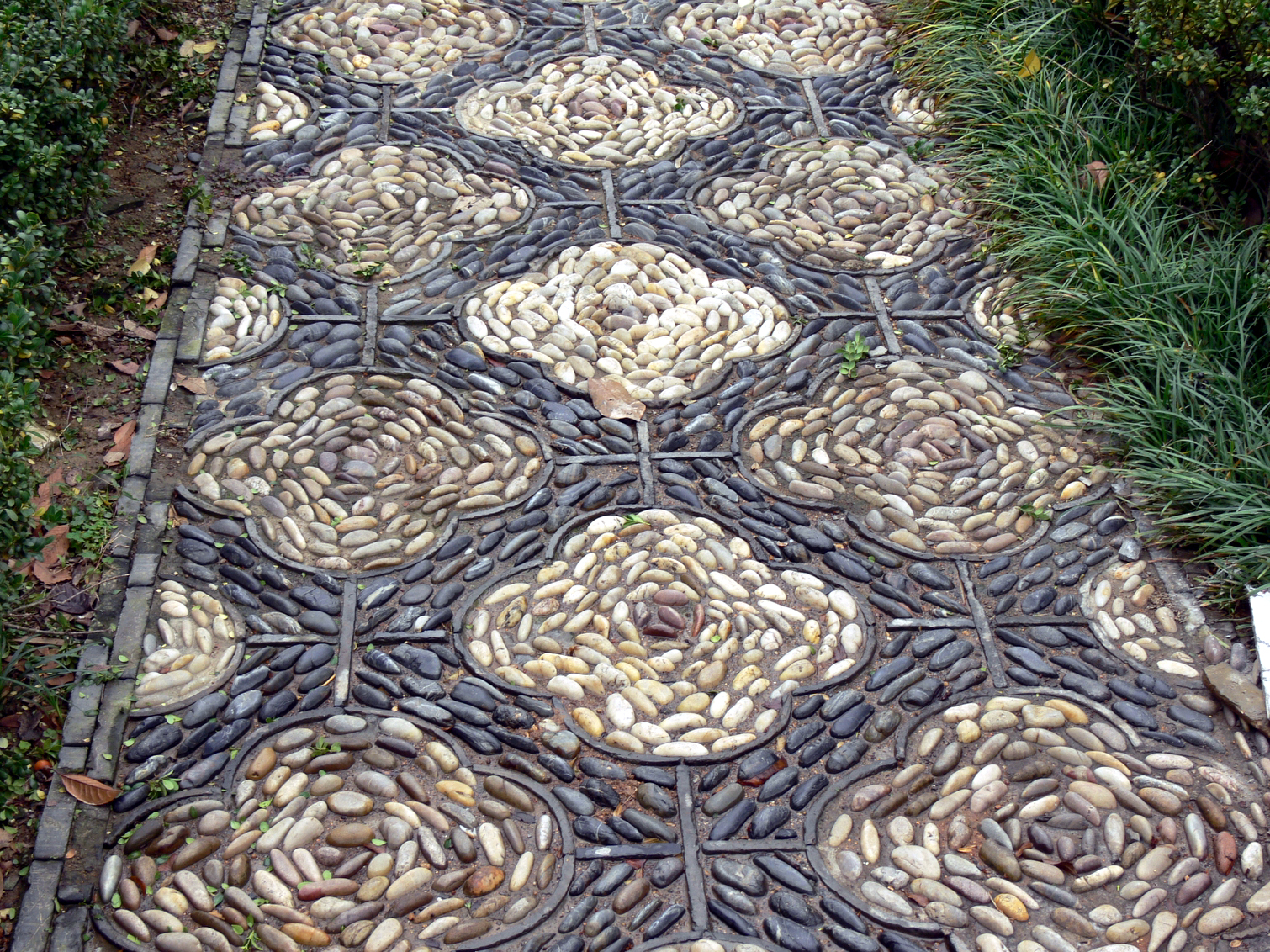
鹅卵石地

    - 诸砖地：人字形、席纹式、间方式、斗文式、六方式、攒六方式、八方间六方式、套六方式、长八方式、八方式、海棠式、四方间十字式、香草边式、逑门式、波纹式。

  - 掇山：园山，厅山，楼山，阁山，书房山，池山，内室山，峭壁山，山石池，金鱼缸，峰，峦，岩，洞，涧，曲水，瀑布。

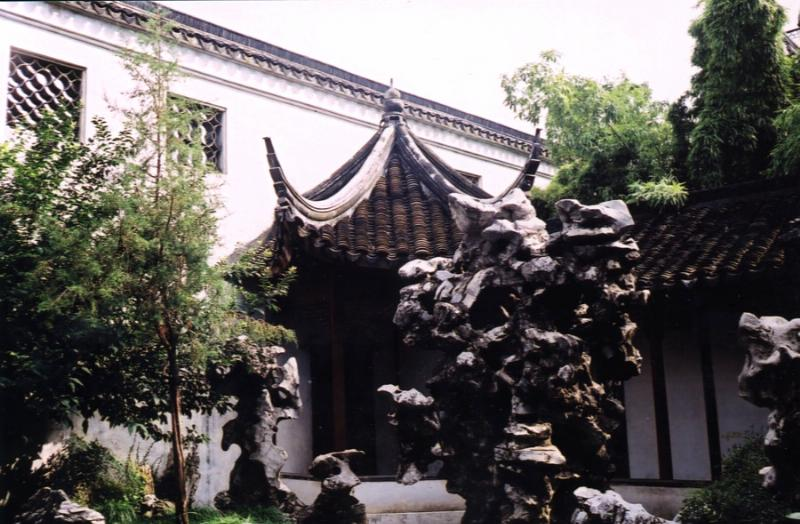
苏州狮子林 太湖石

- - 选石 太湖石、昆山石、宜兴石、龙潭石、青龙山石、灵壁石、湖口石等。
  - 借景

## 資料來源
1. ↑  （日）伊东忠太 原著：《中国古建筑装饰》上卷，第132页。
2. ↑  林洙：《中国营造学社史略》，第88页，ISBN 978-7-5306-4831-5。
3. ↑  參見朱启钤《重刊園冶序》與闞鐸《園冶識語》，載陳植注釋《园冶注释》，1988。

## 译本
英语译本：
- Ji Cheng, Craft of Gardens,  Translated by Alison Hardie, New Haven & London: Yale University Press,1988. ISBN 0300041829

法语译本：
- Ji Cheng, Yuanye:le traite du jardin,Traduit par Che Bing Chiu, Collections jardins et paysages. Besançon: Les Éditions de l’Imprimeur, 1997. ISBN 2910735133